# Oreoglanis jingdongensis
Oreoglanis jingdongensis är en fiskart som beskrevs av Kong, Chen och Yang 2007. Oreoglanis jingdongensis ingår i släktet Oreoglanis och familjen Sisoridae. Inga underarter finns listade i Catalogue of Life.